# Wonderful Life (album de Black)
Pour les articles homonymes, voir Wonderful Life.
Wonderful Life est un album de Black (Colin Vearncombe) enregistré en 1986 et sorti en 1987. Il contient le succès international homonyme Wonderful Life.

## Liste des titres

### Version 33 tours
- Wonderful Life — 4 min 46 s
- Everything's Coming Up Roses — 4 min 4 s
- Sometimes for the Asking — 4 min 9 s
- Finder — 4 min 12 s
- Paradise (Dickie, Vearncombe) — 4 min 51 s
- I'm Not Afraid (Dickie, Vearncombe) — 5 min
- I Just Grew Tired — 4 min 15 s
- Blue (Dickie, Vearncombe) — 3 min 38 s
- Just Making Memories — 4 min 26 s
- Sweetest Smile — 5 min 19 s

### Version CD
- Wonderful Life — 4 min 46 s
- Everything's Coming Up Roses — 4 min 4 s
- Sometimes for the Asking — 4 min 9 s
- Finder — 4 min 12 s
- Paradise (Dickie, Vearncombe) — 4 min 51 s
- I'm Not Afraid (Dickie, Vearncombe) — 5 min
- I Just Grew Tired — 4 min 15 s
- Blue (Dickie, Vearncombe) — 3 min 38 s
- Just Making Memories — 4 min 26 s
- Sweetest Smile — 5 min 19 s
- Ravel in the Rain (Dickie, Vearncombe) — 3 min 47 s
- Leave Yourself Alone — 4 min 32 s
- Sixteens — 3 min 56 s
- It's Not You Lady Jane (Dickie, Vearncombe) — 3 min 25 s
- Hardly Star-Crossed Lovers — 2 min 51 s

## Musiciens
- Colin Vearncombe — voix
- Roy Corkill — guitare basse fretless
- Jimmy Hughes — batterie
- Martin Green — saxophone
- Dave "Dix" Dickie — claviers, programmation
- The Creamy Whirls (Tina Labrinski, Sara Lamarra) — chœurs
- Jimmy Sangster — guitare basse électrique
- Doreen Edwards — chœurs supplémentaires
- The Sidwell Brothers — cuivres